# کورت ساکوسدورف
کورت ساکوسدورف (انگلیسی: Kurt Sucksdorff؛ ۱۰ مه ۱۹۰۴ – ۱ ژانویه ۱۹۶۰ (aged 55)) ورزشکار هاکی روی یخ اهل سوئد بود.
وی در مسابقات کشوری و بین‌المللی در مجموع برندهٔ ۱ مدال نقره شده‌است.